# Rekoa metus
Rekoa metus är en fjärilsart som beskrevs av Jacob Hübner 1816. Rekoa metus ingår i släktet Rekoa och familjen juvelvingar. Inga underarter finns listade.